# Operation Sea Orbit

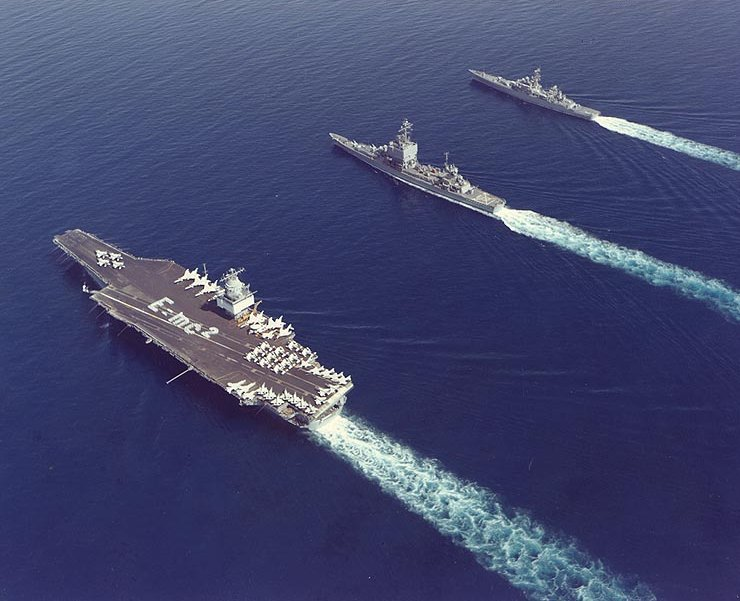
Enterprise, Long Beach und Bainbridge kurz vor Start der Operation Sea Orbit im Mittelmeer

Operation Sea Orbit bezeichnet die erste Weltumrundung von einer Gruppe ausschließlich per Kernenergie getriebener Schiffe. Sie fand 1964 statt und war die erste Weltumkreisung von Schiffen der United States Navy seit der Großen Weißen Flotte ab 1907.

## Einheiten
Die drei Einheiten, die an der Operation Sea Orbit teilnahmen, waren die drei ersten atomar angetriebenen Überwasserschiffe der Welt, die sich in der damit ersten rein atomar getriebenen Kampfgruppe zusammenfanden. Sie bekam den Namen Nuclear Task Force One (deutsch „Nukleare Einsatzgruppe Eins“). Die Schiffe waren die:
- Enterprise, ein Flugzeugträger. Die Big-E wurde befehligt von Captain Frederick H. Michaelis, außerdem beherbergte sie den Konteradmiral Bernhard M. Strean, der den Befehl über die Kampfgruppe innehatte.
- Long Beach, ein Atomkreuzer unter dem Kommando von Captain F. H. Price
- Bainbridge, ein Atomkreuzer (zum Zeitpunkt der Operation war die Bainbridge als Fregatte klassifiziert) unter dem Kommando von Captain Hal C. Castle.

## Ablauf
Die Nuclear Task Force One startete ihre Weltumkreisung am 31. Juli 1964 in Gibraltar. Aus dem Mittelmeer fuhr sie durch die Straße von Gibraltar in den Atlantik.
Von dort fuhr sie die afrikanische Westküste in südlicher Richtung ab, wobei sie sogenannte Underway Visits vor Dakar (Senegal) am 3. August, Freetown (Sierra Leone) sowie Monrovia (Liberia) am 4. August und Abidjan (Elfenbeinküste) am 5. August durchführte. Dabei wurden lokale Würdenträger, unter anderem Minister sowie ranghohe Militärs, auf die Enterprise geflogen und erhielten die Gelegenheit, dort an einem Rundgang teilzunehmen, während die Schiffe weiterfuhren. Diese Besuche dienten vor allem dazu, die lokalen Regierungen zu beeindrucken und ihnen die Stärke der US Navy zu zeigen.
Am 10. August umrundete die Gruppe Kap Agulhas und trat damit in den Indischen Ozean ein. Am Kap der guten Hoffnung traf die Nuclear Task Force One sich dabei mit dem südafrikanischen Zerstörer Simon van der Stel und der Fregatte President Steyn. Nach 19 Salutschüssen besichtigte Admiral Strean die Simon van der Stel, Flaggschiff des südafrikanischen Stabschefs der Marine. Währenddessen gab es eine Flugshow der amerikanischen Trägerflugzeuge.
Dort fuhr sie die Ostküste Afrikas Richtung Norden entlang, hielt sich am 15. August vor Kenia auf, wo wiederum ein Underway Visit stattfand. Hierbei erlebten die Minister eine weitere Flugshow der CVW-6. Außerdem waren die Besucher laut Berichten sehr beeindruckt vom Vorgang des Ladens von Flugabwehrraketen an Bord von Long Beach und Bainbridge, die längsseits fuhren.

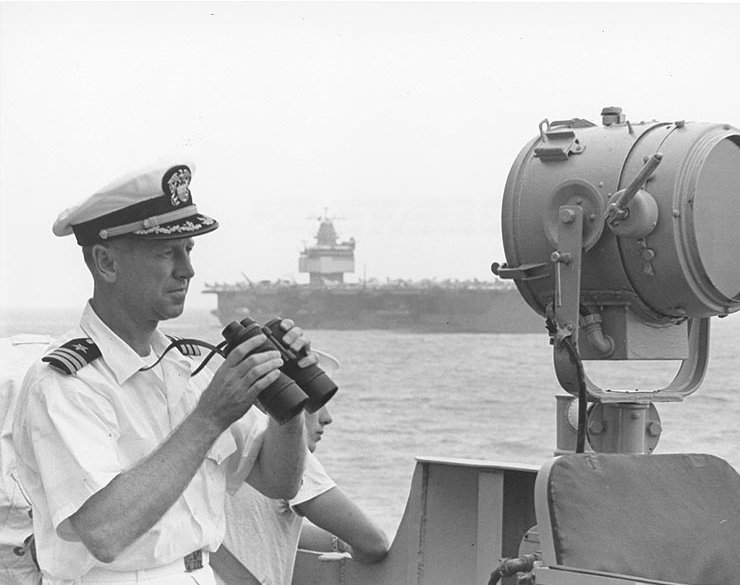
Der XO auf der Brücke der Bainbridge, im Hintergrund die Enterprise

Nach dem fliegenden Besuch vor Kenia fuhr die Gruppe Richtung Asien, um für den ersten Höflichkeitsbesuch den Hafen von Karatschi in Pakistan anzulaufen, den sie am 20. August erreichte. Auf Grund schlechter Wetterbedingungen konnten jedoch die Enterprise und die Long Beach nicht in den Hafen einlaufen und ankerten mehrere Meilen außerhalb, nur das kleinste Schiff der Gruppe, die Bainbridge, lag direkt am Pier in Karatschi. Die Flotte verließ Karatschi am 22. August, wobei die Enterprise insgesamt 33 Jäger starten ließ, die eine weitere Flugshow über der Stadt und dem Flughafen von Mauripur durchführten.
Nach dem Verlassen des Hafens dampfte die Flotte die indische Küste hinab und durchquerte den Indischen Ozean weiter Richtung Australien. Hierbei begegnete sie der Flotte um die Victorious der britischen Royal Navy, mit der sie Übungen durchführte. Außerdem fingen Flugzeuge der Enterprise am 28. August eine Tu-16 Badger ab, die im Auftrag von Indonesien vermutlich elektronische Aufklärung durchführen sollte.
Am 31. August erreichte die Flotte Australien und führte einen weiteren Underway Visit in Fremantle durch, wobei 24 Personen, unter anderem der Bürgermeister von Perth, die Enterprise besichtigten. Außerdem überflogen 24 Flugzeuge eine jubelnde Menge an den Stränden von Fremantle und Perth. Danach teilte sich die Flotte auf: Die Long Beach besuchte Melbourne und die Bainbridge lief in den Hafen von Fremantle ein. Die Enterprise legte eine weitere Liegezeit im Hafen von Sydney ein. Hierbei diente dem Träger als Eskorte die von Captain R.C. Swan befehligte HMAS Derwent (F.22). Das Einlaufen in den Hafen wurde von geschätzten 100.000 Australiern beobachtet, ca. 200 Boote folgten der Big E während des Transfers in das Hafenbecken. Insgesamt besuchten 9.316 Australier die Enterprise während des Besuchs. Als Gast an Bord war seit diesem Zeitpunkt auch ein Känguru, ein Geschenk des Zoos von Sydney für den Tiergarten von Norfolk. Eine Flugshow über der Hauptstadt Canberra wurde durch schlechtes Wetter verhindert, stattdessen wurde unter anderem die berühmte Hafenbrücke von Sydney überflogen.
Der nächste Hafenbesuch – hier wieder gemeinsam – fand am 8. und 9. September in Wellington, Neuseeland statt. Auch hier bekamen die Einwohner von Neuseeland die Möglichkeit zu einem Rundgang über die Schiffe, die Begeisterung war ebenso groß wie die der Australier. Auch hier gab es wieder Flugshows über Wellington.
Kurz nach der Abfahrt aus Neuseeland überquerte die Task Force am 10. September die Datumsgrenze. Von dort trat die Flotte weiter in östlicher Richtung fahrend in den Pazifik ein und durchquerte ihn ohne weiteren Zwischenstopp mit einer Durchschnittsgeschwindigkeit von 28 Knoten. Während dieser Fahrt hatten die Schiffe vor allem mit schlechtem Wetter zu kämpfen, es wurden Wellen bis zu 14 Fuß (ca. 4 Meter) gemessen, die Long Beach rollte um bis zu 41°.
Nuclear Task Force One umrundete Kap Hoorn durch die Drakestraße am 17. September und trat damit in den Atlantik ein, in dem sie ihre Reise auch begonnen hatte.
Sie legte weitere Kurzbesuche vor Buenos Aires, Montevideo sowie São Paulo und Santos (23. September) ein, die alle Zeugen weiterer Flugshows wurden.
Ab dem 23. September folgte die letzte Hafenliegezeit im brasilianischen Rio de Janeiro. Die Schiffe meldeten sich mit Salutschüssen an, die von den Brasilianern erwidert wurden. Bis zur Abfahrt am 25. September besuchten 2.668 Menschen die Enterprise. Zum Abschluss überflogen 37 Jäger die berühmten Strände von Rio.
Danach fuhren die drei Schiffe nordwärts und beendeten ihre Reise am 3. Oktober 1964 vor Norfolk, Virginia.

### Unfälle während Operation Sea Orbit
Vor Pakistan am 20. August versagte bei einem UH-2-Hubschrauber der Antrieb und er stürzte 1,5 Seemeilen vor der Enterprise ins Meer. Die vier Besatzungsmitglieder wurden innerhalb weniger Minuten unverletzt gerettet. Der Hubschrauber wurde von einem Beiboot der Bainbridge in Schlepp genommen und längsseits der Enterprise gebracht, wo ein Stahlseil am Rotor befestigt wurde. Während des Hochziehens des Wracks riss jedoch das Kabel, und der Hubschrauber versank.
Am 25. September erlitt vor Brasilien Flare 407, ein A-5A-Überschallbomber, einen Schaden im Hydrauliksystem, als er etwa 17 Seemeilen von der Enterprise entfernt war. Die beiden Besatzungsmitglieder stiegen per Schleudersitz aus und wurden von einem Hubschrauber unverletzt gerettet.

### Statistiken
Nuclear Task Force One benötigte für die 30.565 Seemeilen lange Reise insgesamt 58 Tage reine Fahrzeit (also ohne Hafenliegezeiten, mit Liegezeiten 65 Tage), dies bedeutet eine Durchschnittsgeschwindigkeit von rund 25 Knoten. Sie überquerte den Äquator während ihrer Reise vier Mal, die Datumsgrenze einmal auf 41°41' südlicher Breite.
Insgesamt 19.936 Besucher kamen in den Häfen an Bord der drei Schiffe, bei den Underway Visits kamen zusammen 425 Gäste auf die Enterprise.

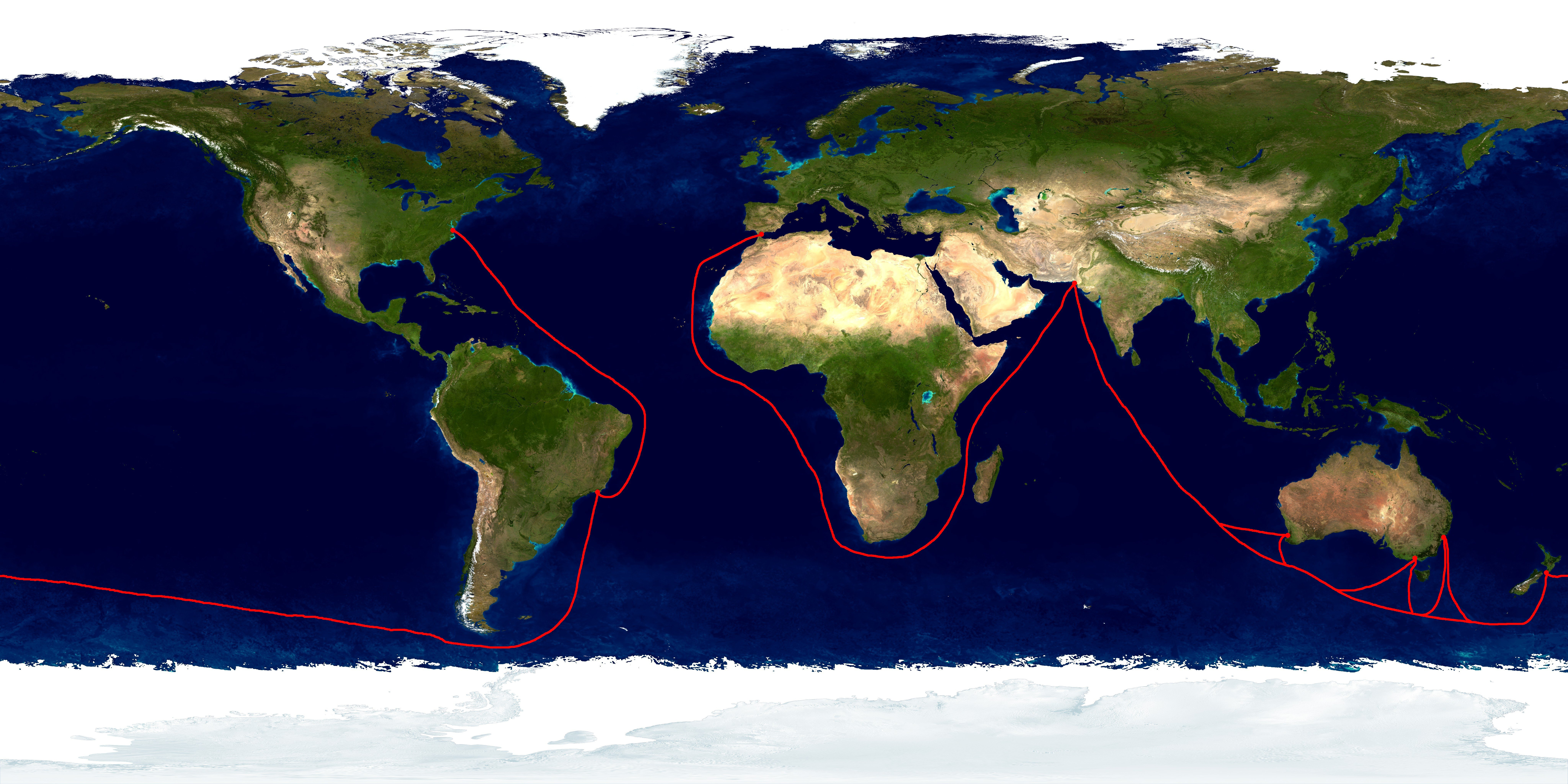
Ungefähre Route der Operation Sea Orbit. Punkte symbolisieren Hafenbesuche, in Australien teilten sich die Schiffe auf drei Häfen auf.

## Bedeutung

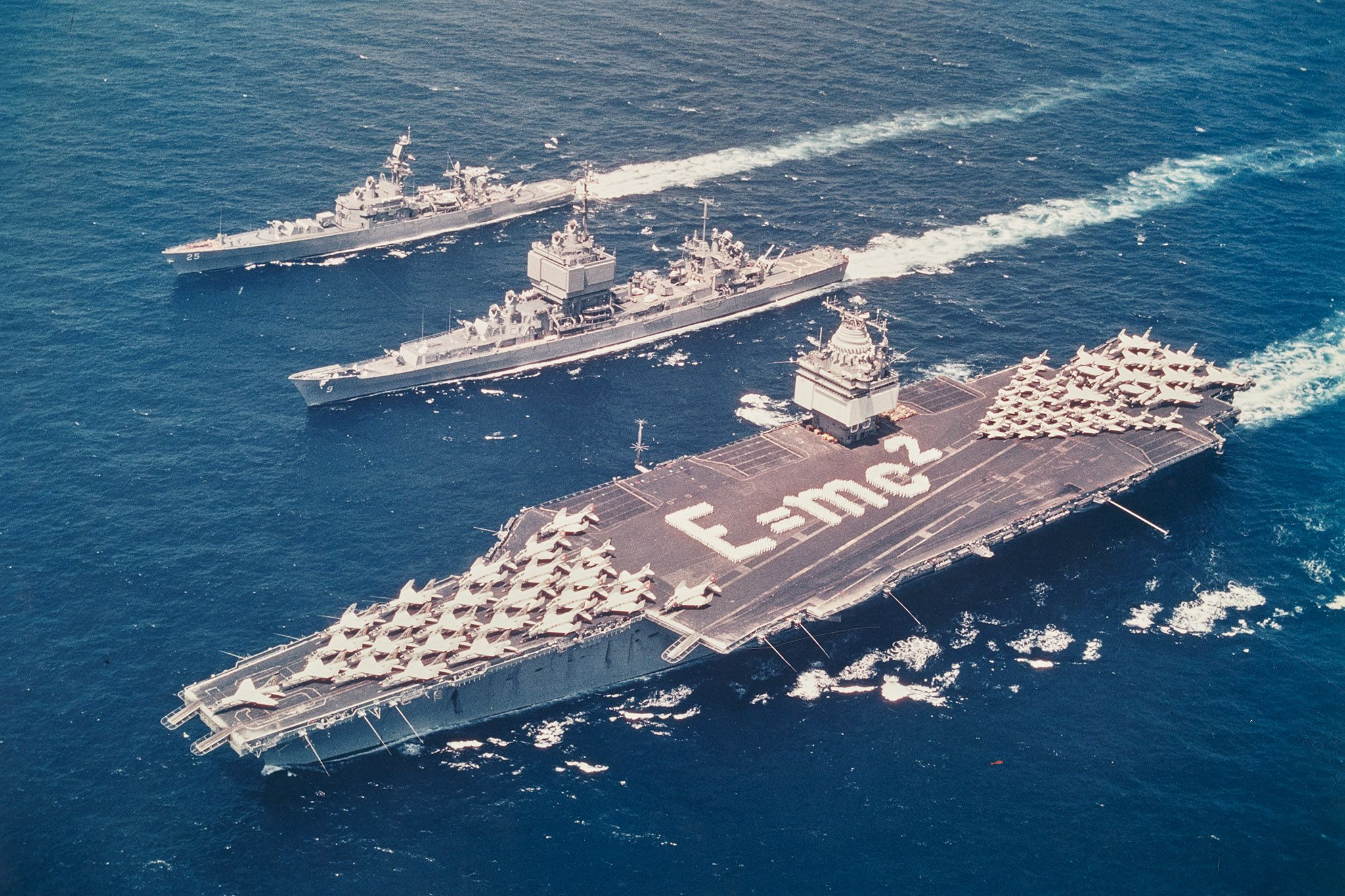
Weiteres Bild der Einheiten im Mittelmeer

Die Operation Sea Orbit, in der die drei ersten nuklear getriebenen Überwasserschiffe der Welt vereinigt waren, bewies zum ersten Mal den praktischen Nutzen des Atomantriebs auch auf Überwasserschiffen, der eine Flotte völlig autark sowohl von den Küsten mit ihren Häfen zur Nachbunkerung als auch von den Tendern machte. Außerdem erlaubt der Atomantrieb hohe Durchschnittsgeschwindigkeiten, bei der Operation Sea Orbit lag sie bei ca. 25 Knoten.
Davon abgesehen war die Operation auch ein strategischer Erfolg der US Navy, da ihre Fähigkeit bewiesen wurde, kampfstarke Verbände in kürzester Zeit mit minimaler logistischer Unterstützung in sämtliche Regionen der Welt zu verlegen und dort bis zum Eintreffen konventionell getriebener Unterstützung Präsenz zu zeigen. Hierbei ist vor allem zu beachten, dass selbst nach einer Hochgeschwindigkeitsfahrt über längste Strecken sofortige Einsatzbereitschaft im Zielgebiet gewährleistet ist.
Zum Zeitpunkt der Operation Mitte der 1960er Jahre war eine solche Demonstration der Macht der Vereinigten Staaten ein wichtiges Thema. Es war gerade die Kubakrise, auch durch massiven Einsatz der Marine, beendet worden, wodurch der Machteinfluss der amerikanischen Streitkräfte in der Nähe der eigenen Basen gezeigt worden war. Durch die Operation Sea Orbit wurde bewiesen, dass dies auch weit entfernt vom amerikanischen Festland, besonders im Indischen Ozean sowie im Westpazifik, möglich war. Diese Demonstration war auch im Zuge des langsam aufkommenden Vietnamkrieges ein wichtiges Element amerikanischer Außenpolitik.
Dazu schrieb der damalige US-Außenminister Dean Rusk dem damaligen Verteidigungsminister Robert McNamara am 13. Oktober 1964 in einem Memorandum:

“I am most gratified that Operation SEA ORBIT was such a success, particularly from a political and psychological standpoint. I am especially pleased that the underway visit in East Africa and the port call in Karachi went so well. This will materially further our objective of institutionalizing a periodic U.S. Naval presence in the Indian Ocean.”

„Ich bin sehr erfreut, dass die Operation Sea Orbit ein solcher Erfolg war, insbesondere auch von politischem sowie psychologischem Standpunkt. Besonders zufrieden bin ich, dass die Besuche in Ostafrika und die Hafenliegezeit in Karatschi so gut funktioniert haben. Dies wird unser Ziel, eine periodische Marinepräsenz im Indischen Ozean aufzubauen, weiter vorantreiben.“